# McCalman Peak
Der McCalman Peak ist ein 550 m hoher Berg im Norden des Grahamlands auf der Antarktischen Halbinsel. Auf der Trinity-Halbinsel ragt er 5 km nördlich des Crystal Hill aus einem ost-westlich ausgerichteten Gebirgskamm auf.
Das UK Antarctic Place-Names Committee benannte ihn 1964 nach Donald McCalman (1927–2008), Geodät des Falkland Islands Dependencies Survey auf der Station in der Hope Bay von 1958 bis 1959.